# Mljet
Pour l’article homonyme, voir Mljet (Dubrovnik-Neretva).
Mljet (Meleda en italien) est une île de Croatie de la mer Adriatique. Elle est située entre l'île de Korčula et la ville de Dubrovnik.

## Géographie
C'est la plus boisée des îles croates et même de l'Adriatique avec un littoral très échancré. Sa partie occidentale, soit 31 km2 est classée Parc national croate. Sa végétation est luxuriante, ses bois s'étendent jusqu'à la mer et sa faune est aussi très intéressante et riche.
Sur l'île se trouvent deux lacs, le Malo jezero (petit lac) et le Veliko jezero (grand lac), reliés entre eux et à la mer par un détroit très étroit. Sur le Veliko jezero émerge une autre petite île appelée îlot de Veliko jezero sur laquelle a été construit un monastère de Bénédictins mineurs (XIIe siècle), dont les bâtiments sont aujourd'hui aménagés en hôtel.

## Administration
Mljet appartient au comitat de Dubrovnik-Neretva et est administré par la municipalité de Mljet.

## Transports
L'ile est accessible depuis le continent par les ferrys de Jadrolinija. Sobra, le principal port, est relié à Dubrovnik-Gruž et à Ston par ferry. Il y a aussi une ligne de ferry entre Polače et Trstenik sur la péninsule de Pelješac. Le trajet jusqu'à Dubrovnik dure 2h30 par ferry classique et 90 minutes avec le catamaran.

## Galerie

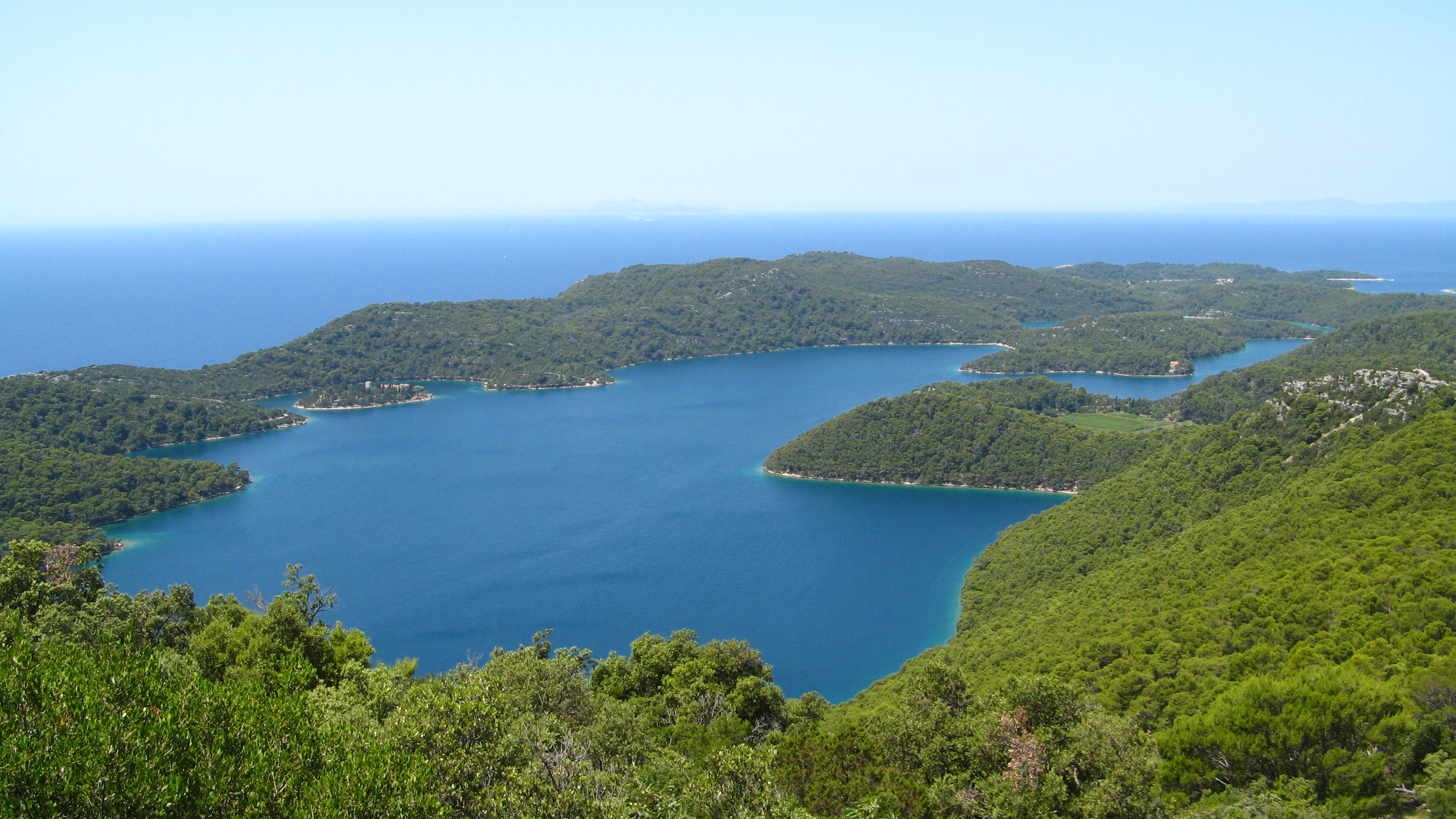
Les lacs salés.
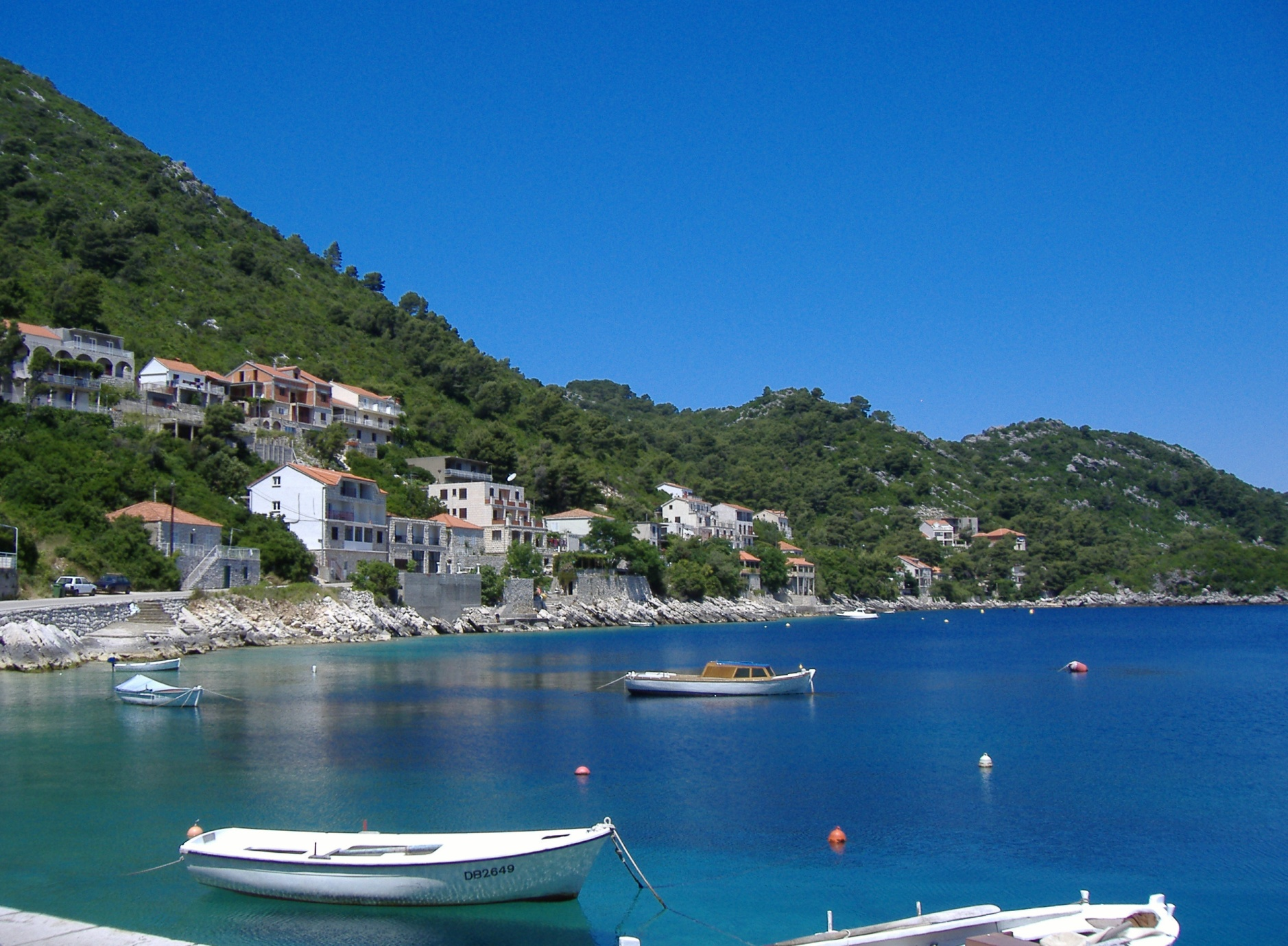
Sobra, sur l'île de Mljet.
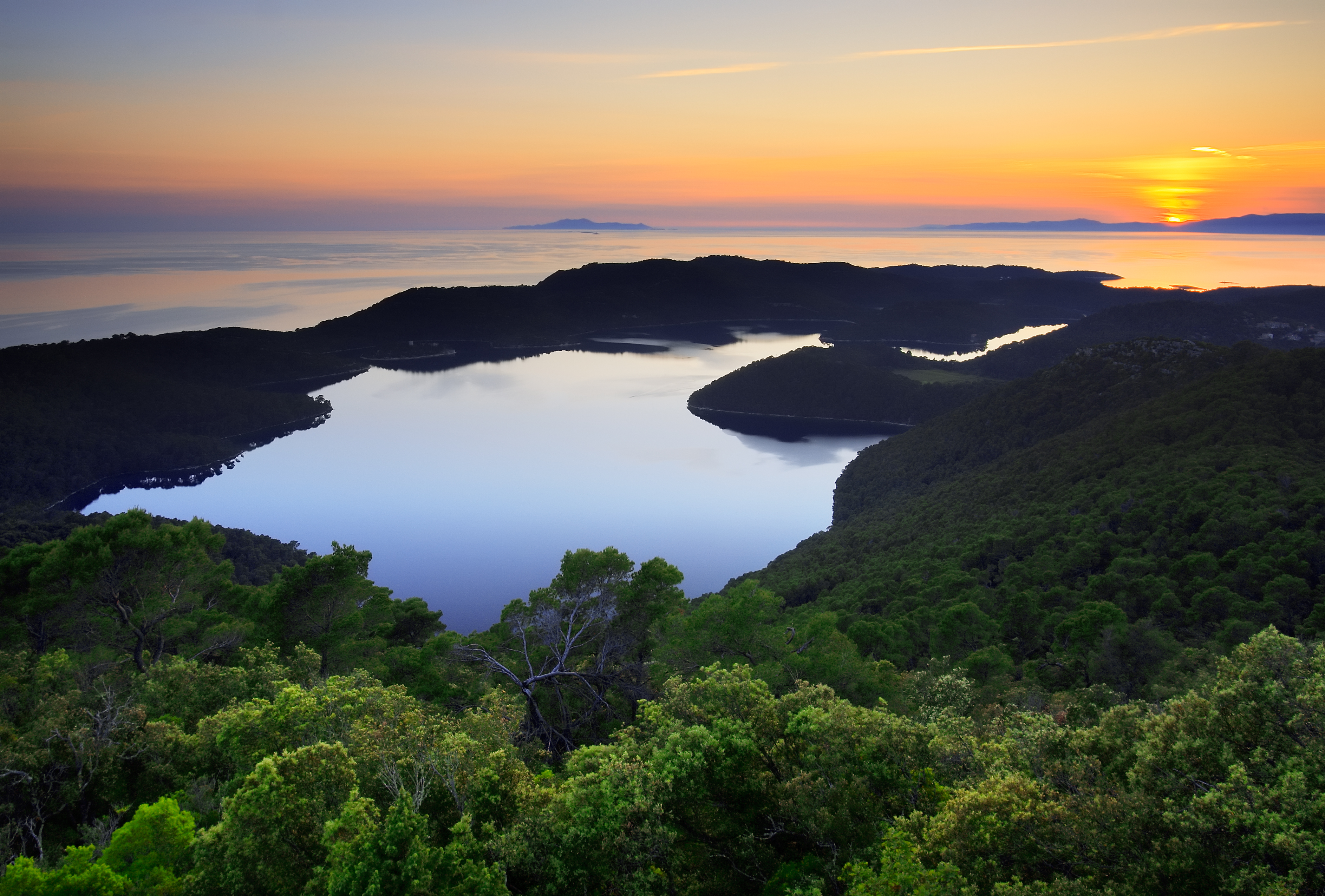
Coucher de soleil sur les lacs de Mljet.
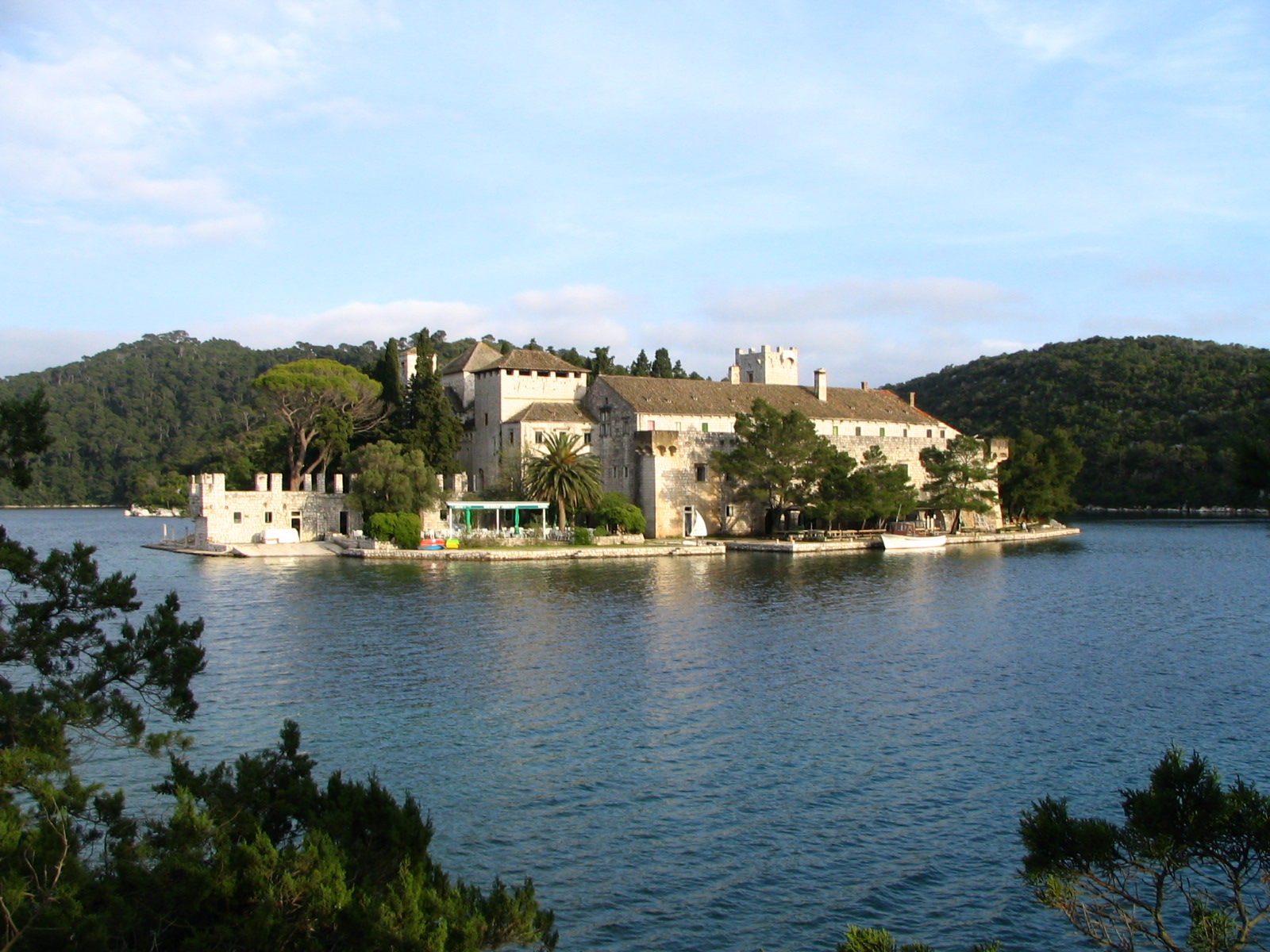
Monastère sur l'îlot de Veliko jezero.
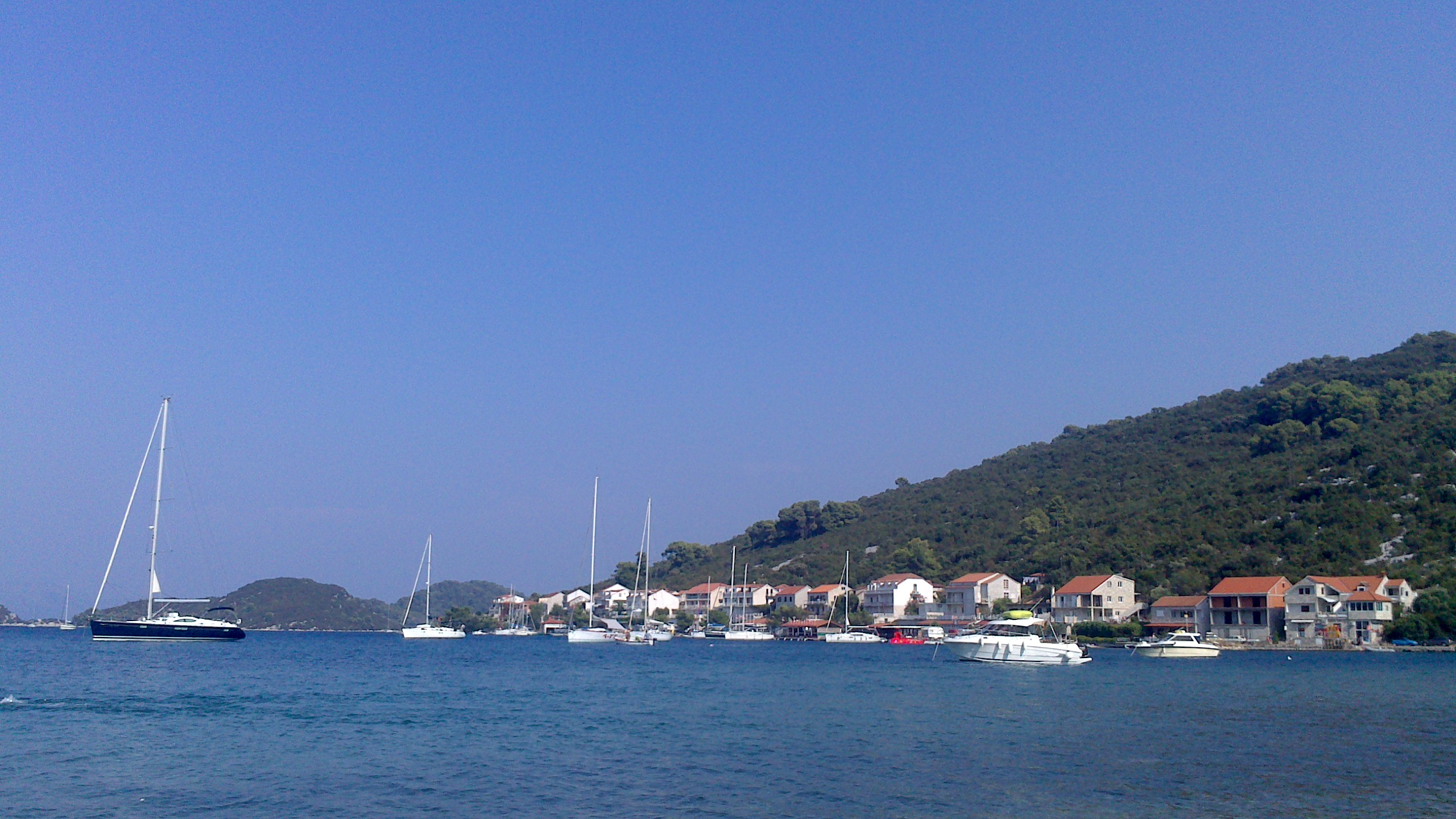
Le port de Polace.